# Zbirka
Zbirka ili kolekcija skup je predmeta, pjesama, književnih djela, djela s područja prirodnih znanosti prikupljenih u cjelinu prema nekomu smislu ili ideji. U doba helenizma nastajale su prve zbirke koje su činili originali i kopije grčkih kipova. Poslije su od renesansnih kolekcija nastajale galerije i muzeji. Postoje također i zbirke koje su nečija ostavština darovana muzejima, galerijama, javnim knjižnicama i sveučilištima, čime su postale javno dobro. Zbirke mogu biti Crkvene (sakralne), glazbene, muzejske, književne, numizmatičke, umjetničke, znanstvene, a mogu se posjećivati bilo u zbilji bilo online. 